# Марокканський ріал
Марокканський ріал — грошова одиниця Марокко в 1902-1921.

## Історія
У ході фінансової реформи 1902 введено ріал = 10 дирхамам, дирхам = 50 мазун.
Після укладання Феського договору над Марокко встановлено франко-іспанський протекторат. У 1912 в Іспанському Марокко ріал  замінений в обігу іспанською песетою у співвідношенні: 1 ріал = 5 песет. У Французькому Марокко ріал замінений в 1921 на марокканський франк у співвідношенні: 1 ріал = 10 франків.

## Монети та банкноти
Чекані монети в 1, 2, 5, 10 мазун, 1⁄10, 1⁄4, 1⁄2, 1 ріал.
Банкноти в ріалах випускалися у 1910 та 1917. Номінал на банкнотах був зазначений у ріалах та франках. Були випущені банкноти в 4 ріали - 40 франків і 20 ріалів - 100 франків.